# Población de origen africano en la ciudad de San Luis Potosí en el siglo XVIII

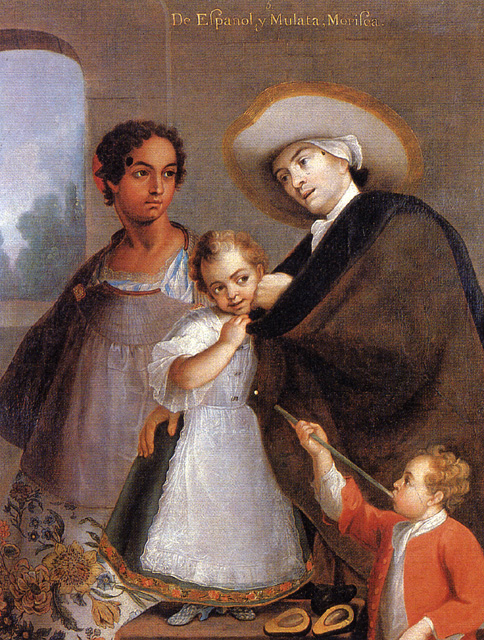
Español y Mulata, Morisca, pintura de Castas por Miguel Cabrera (1992).

México es un país con una gran diversidad cultural históricamente protagonizada por diferentes grupos indígenas y españoles. Sin embargo, hay una tercera raíz poco mencionada en el periodo virreinal mexicano: la población de origen africano.
La introducción de esclavos se debe a la necesidad de los españoles por mano de obra para la minería, agricultura y ganadería. Las mujeres también tenían una participación laboral activa y, al igual que los hombres, el trabajo que desempeñaban tenía que ver con su estrato social, definido por el carácter de la pareja de sus padres (casados o no) y su calidad étnica. La mayoría de las mujeres mestizas, indígenas y mulatas se dedicaban al servicio, aunque también eran cocineras.[cita requerida]
Los africanos y sus descendientes fueron parte de una dinámica en la que su adquisición  solo representó una herramienta de trabajo.
A pesar de todas las prohibiciones para evitar las uniones entre indios, negros y españoles, se dio una amplia mezcla. La sociedad novohispana quedó en el que el color de la piel indicaba el nivel social que se tenía. Las autoridades trataron de evitar el ascenso social de la población negra, pero el aumento de negros libres llevó a la decadencia del sistema esclavista durante el último siglo del virreinato de la era hispánica y a la creación de un nuevo estrato social.

## El norte de la Nueva España

Localización de San Luis Potosí en México.

En el norte de la Nueva España hubo un dinamismo distinto a otros lugares del México virreinal. Las principales características de esta frontera fueron sus centros mineros y un conjunto de grupos indígena que se resistieron a la colonización española: los chichimecas. La empresa minera fue seriamente amenazada por la hostilidad de este grupo indígena y sus continuos ataques pusieron en riesgo a los mineros, quienes constantemente pedían ayuda a la corona. 
El descubrimiento de reales de minas en Zacatecas, Parral, Guanajuato y San Luis Potosí hicieron posible la creación de centros urbanos que funcionaron en torno a la minería.
San Luis Potosí se caracterizó por el descubrimiento de las minas de Cerro de San Pedro en 1592. Con esto se convirtió en un imán de todo tipo de mano de obra y la esclavitud negra surgió como una necesidad fundamental. Se utilizaron negros en actividades agrícolas, ganaderas y domésticas que complementaron a la actividad minera.

## Características políticas y sociales de la esclavitud novohispana
Con la llegada de los españoles se tuvo la idea de llevar indios a Europa para venderlos. Una gran cantidad de nativos fueron embarcados en calidad de esclavos; sin embargo, su comercio no fue duradero, ya que monarcas como Isabel la Católica y Carlos V los defendieron y evitaron su maltrato.
La conquista del Nuevo Mundo fue entendida por los españoles como una guerra justa entre cristianos e infieles; otra justificación apareció como un discurso basado en la barbarie e inferioridad de unas civilizaciones con respecto a otras.[cita requerida]
En las leyes expedidas en el año de 1542, todos los indios de la América española fueron declarados libres; en primer lugar, porque los nativos fueron considerados como vasallos de la corona de Castilla, hecho que no era compatible con la esclavitud; en segundo lugar, porque el comercio de los indios no fue tan redituable como se creyó en un principio. Desde entonces todos los descendientes de mujeres indígenas eran considerados como libres. Además, los Reyes de Castilla tenían la obligación de cristianizar a los indios y darles las mismas consideraciones jurídicas que tenían sus demás súbditos castellanos.
La gran proliferación de nuevos grupos raciales representó problemas para el gobierno y la élite española, ya que el mestizaje impedía la clasificación exacta de la población. Todos estos grupos conformaron la Nueva España y dieron origen a una gran variedad de identidades: negros, indígenas y españoles contaban con su propia república y sus propias normas jurídicas. La jerarquía social y jurídica en los nuevos reinos españoles fue compleja, y dependió no solamente del color de piel, sino de una serie de factores como el estrato étnico, la religión, la lengua, el origen cultural y la posición económica.
Para el siglo XVIII las razas puras apenas existían, por lo que dejaron de ser un indicio fiable de la posición social de las personas. Se originó una movilidad social y económica en la que mulatos y mestizos llegaron a tener fortunas considerables, ser dueños de haciendas y ocupar cargos burocráticos.

## Sociedad y trabajo en la ciudad de San Luis Potosí en la segunda mitad delsigloXVIII

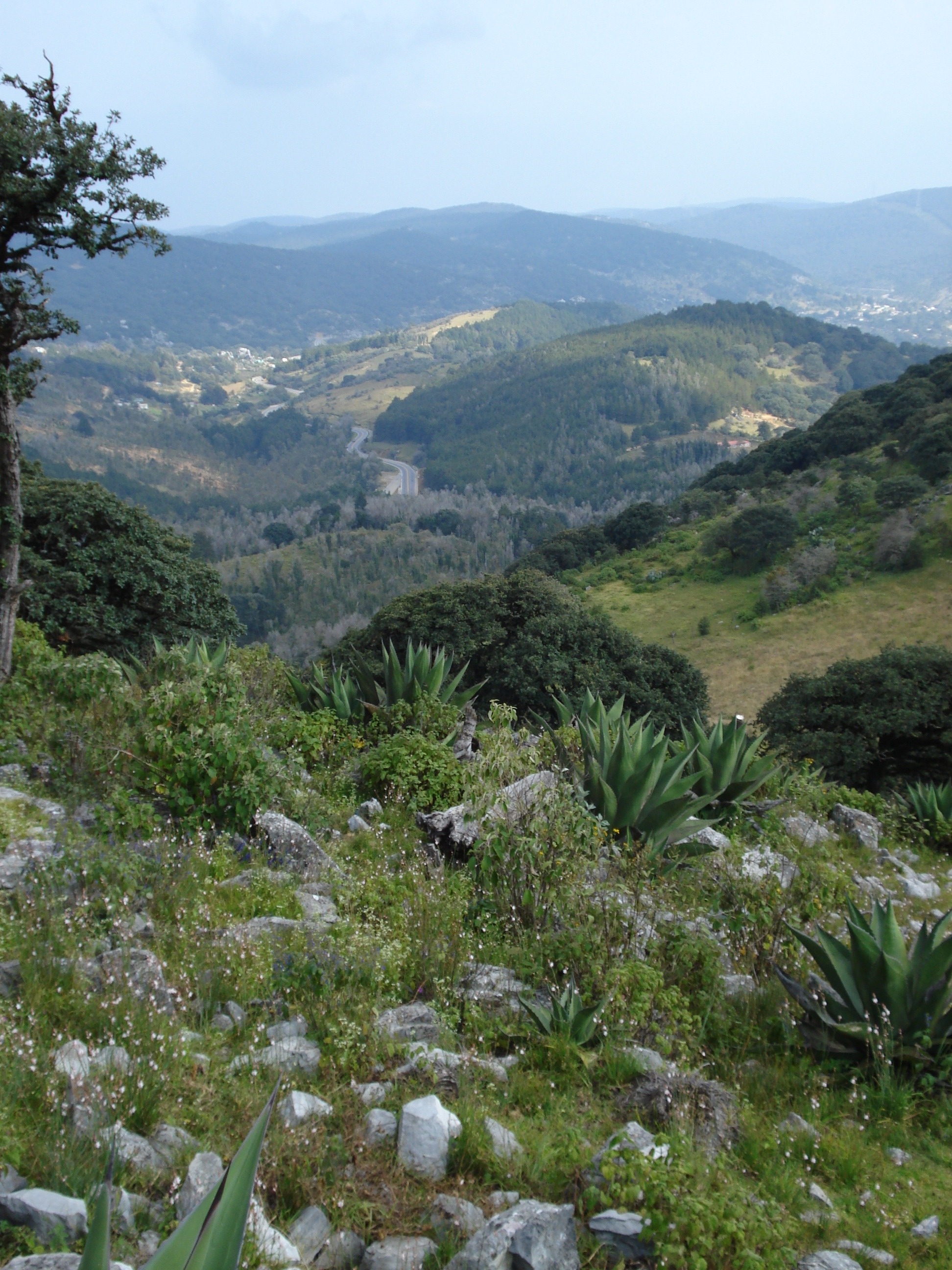
La Sierra de Álvarez en San Luis Potosí es una muestra elocuente de la falta de agua.

Los pueblos mineros fueron activadores clave de la mezcla biológica y cultural que se dio entre los diversos grupos que conformaron la sociedad. Las minas del Cerro de San Pedro se descubrieron en marzo de 1592, la plata encontrada en el mismo mostró mezclas de oro, dando gran relevancia al hallazgo. Sin embargo, fue la falta de agua lo que propició que los asentamientos urbanos se dieran en lo que ahora se conoce como San Luis Potosí, ubicado a unos cuantos kilómetros del Cerro de San Pedro.
El antiguo puesto potosino se erigió como un Real de Minas en noviembre del mismo año y trajo consigo la migración de diversos grupos raciales, entre ellos mineros, militares, comerciantes, hacendados y mano de obra esclava. Este nuevo asentamiento colindó con grupos hostiles y nómadas, que ponían en riesgo la fundación del pueblo.

"(…) San Luis Potosí fue un pueblo protagonista en el conflicto chichimeca y
 fungió como bastión defensor, al mismo tiempo que se consolidaba como un
 actor principal en el norte económico de la Nueva España.”

Si bien a guerra contra los chichimecas se prolongó por más de sesenta años, al final estos no fueron vencidos por las armas, sino gracias a la diplomacia española. A través de una política desarrollada por el capitán Miguel Caldera a principios del siglo XVIII, basada en el convencimiento por medio de regalos y promesas de concesiones y beneficios se logró el apaciguamiento final.[cita requerida]
En cuanto el norte se encontró más tranquilo, la consolidación de la industria minera dio lugar a la creación de haciendas. Con esto, la mano de obra fue evidentemente necesaria, por lo que grupos indígenas del sur comenzaron a llegar al Real de Minas. La migración de estos trabajadores indígenas no solo se debe a la participación de las actividades mineras, sino también a que las autoridades de San Luis Potosí les ofrecieron otro tipo de ventajas, entre ellas, la posibilidad de adquirir tierras y la eliminación del pago de tributos. Análogamente, las autoridades pidieron de manera constante a la Corona Española la importación no solo de indígenas, sino también de esclavos negros.

### Organización política y espacial de la ciudad de San Luis Potosí
La principal institución política de cada pueblo español era el cabildo. En cuanto a la organización espacial, los pobladores hispanos marcaron un área que denominaron traza, reservada exclusivamente para la ocupación española; los lugares poblados que se encontraban alrededor de la traza eran llamados barrios y fueron reservados para la residencia indígena. De esta manera, la ciudad de San Luis Potosí fue el pueblo español, es decir la traza, en donde los españoles residían con sus esclavos, a su alrededor se encontraban los barrios ocupados por indígenas. En el siglo XVIII que la traza y los barrios se consolidaron como una sola entidad, cuando las reformas borbónicas se aplicaron a los territorios ultramarinos.

### Mestizaje en San Luis Potosí en la segunda mitad desigloXVIII

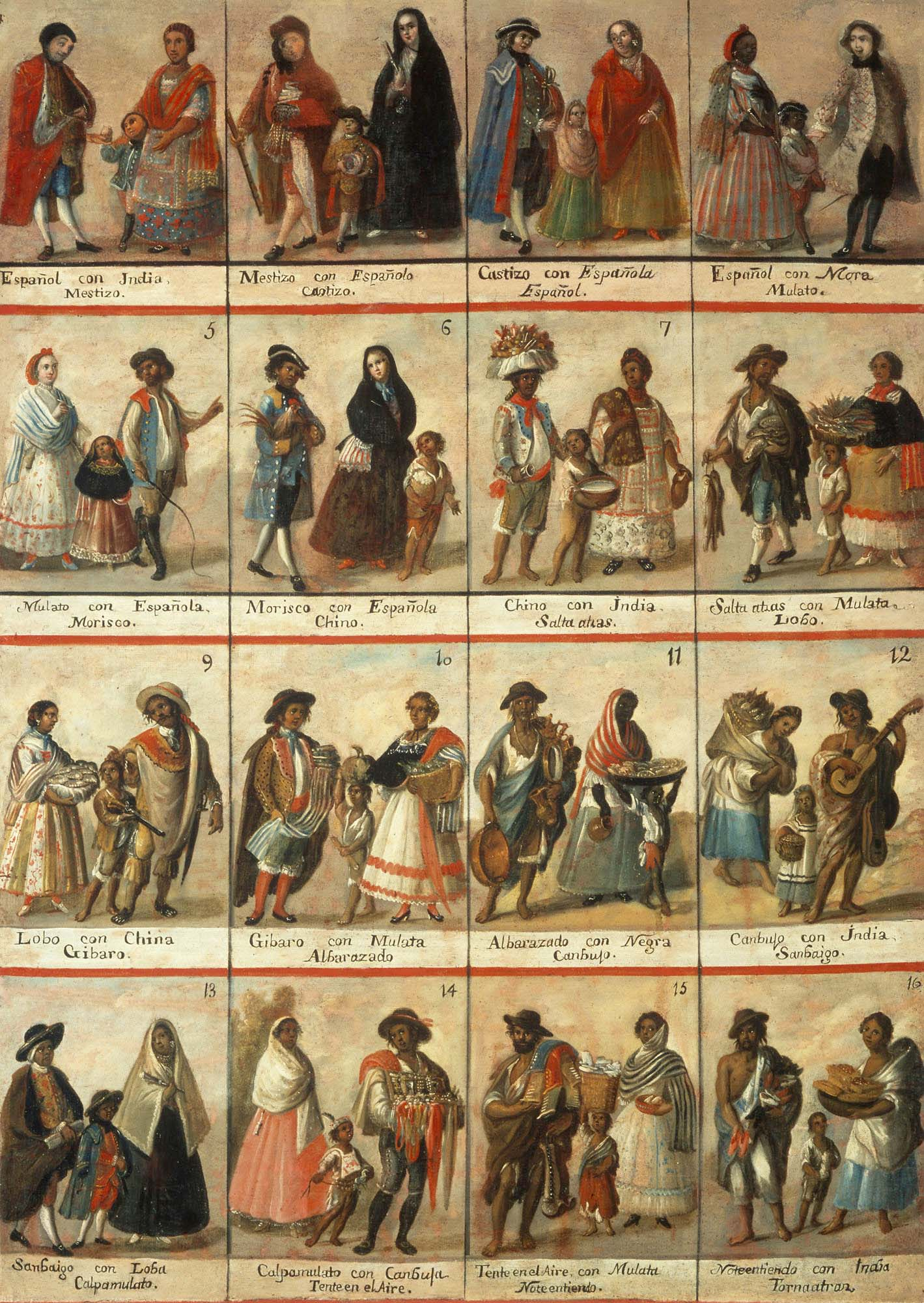
Pintura de castas con todas las 16 combinaciones.

El matrimonio fue uno de los pilares más importantes para la sociedad potosina, pues era considerado como la base legitimadora de la familia. Durante los primeros dos siglos de colonización hubo orden en los matrimonios, pues los españoles se casaban con españoles, indios con indios y negros con negros. Fue hasta mediados del siglo XVII que la población racialmente mezclada comenzó a crecer y a participar en matrimonios mixtos y legítimos, dando como resultado cambios significativos en el sistema de casamiento colonial. El matrimonio no fue la única vía para la reproducción de la sociedad. El concubinato y otras formas de relación informal dominaron particularmente en los siglos XVI y XVII en la Nueva España.
Existieron especificaciones en torno al tema de los matrimonios ente esclavos; los esclavos casados no podían ser enviados muy lejos de sus parejas y podían casarse aun contra el deseo de sus amos. En los libros de matrimonio de españoles y castas del Archivo Parroquial del Sagrario Metropolitano de la ciudad de San Luis Potosí se registraron matrimonios muy peculiares. Se puede decir que la mujer de origen africano practicó en mayor medida la endogamia, al estar registrados en destacado número de matrimonios en donde participaron las mulatas; del total de los matrimonios contabilizados, el 43% de ellas se casaron con hombres de su mismo grupo étnico, el 34 % con indios, el 9 % con mestizos y solo un 6 % con españoles. Tanto en las actas de matrimonio como en las escrituras de compra-venta aparece una mención de los progenitores, revelando que pocos esclavos conocían quienes habían sido sus abuelos e incluso sus padres.
Respecto a los blancos que se encuentran en las actas de libros matrimoniales, se podría suponer que se trata de españoles de clase baja, ya que es poco probable que se admitiera la unión si uno de los contrayentes provenía de alta cuna. Por ejemplo: José Antonio Quiroz, hijo del capitán Juan Antonio Bernardo de Quiroz, pretendió contraer matrimonio con María Ventura Flores, mulata, hija de un sastre. Aunque finalmente no contrajeron matrimonio, era una costumbre que los individuos pertenecientes a diversas castas, se casaran entre sí y las uniones se llevaran a cabo sin mayor problema.

### Principales actividades laborales de los pobladores de origen africano en San Luis Potosí en XVIII
El fuerte económico de San Luis Potosí fue la minería, por lo tanto, todas las actividades se desarrollaron en torno a ella. A mediados del siglo XVIII, surgieron quehaceres distintos a la minería, y fue entonces cuando el crecimiento demográfico dejó de estar condicionado a la extracción de la plata. Una de las actividades más comunes era el corte de leña y la elaboración de carbón.
Para la segunda mitad del siglo XVIII eran relativamente pocos los esclavos de origen africano que había en la ciudad de San Luis Potosí, pues la mayoría ya habían sido dejados en libertad por medio de la compra de la misma o la amabilidad del amo. Los negros y mulatos potosinos no solo participaron en la vida pública, sino también en el ámbito privado. Aquellos mulatos que presumían ya de ser libres buscaron cualquier tipo de actividad económica que los llevara a no ser dependientes de los españoles. Además, era menester de las autoridades asegurarse de que cada persona libre o esclava, es especial aquellos que eran descendientes de africanos, tuvieran un trabajo.
Desde la Ciudad de México, el virrey Álvaro Manrique de Zúñiga emitió el siguiente mandato:

“(…) se ordena que todos los negros, negras, mulatos y mulatas  zambaigos
 libres que registren y manifiesten y sean vecinos de esta Nueva España
 para pagar el tributo a su majestad y porque conviene que aquellos negros,
 negras, mulatos, mulatas, zambaigos libres que no se registren  a demora de
 quince días con pena de doscientos azotes a los varones y pedimento de todos
 sus bienes, y que sirvan a su majestad al remo de las galeras por diez años sin
 sueldo y a las mujeres pedimento de bienes (…)”

Desde la alborada del proceso colonizador y la llegada de esclavos africanos, comenzó a verse el problema del vagabundaje y el desempleo; así como la realización de actividades ilícitas por parte de las castas más desprotegidas de la sociedad. María Ramos es el ejemplo de cómo una mujer mulata se enfrenta de manera poco honesta a la vida; de acuerdo con las autoridades, María robaba comida. Además, fue acusada de ocultar hombres y mujeres en su casa para tener «tratos ilícitos».

### La mujer como centro de la familia esclava potosina
En los inicios de la empresa colonizadora, los españoles exportaron su propio modelo familiar, y esta estructura se mezcló con la de los indígenas y los africanos. Tanto el matrimonio como la familia de esclavos presentaron varios obstáculos, pues la esclavitud era un problema para que el núcleo se conservara unido. Era muy común encontrar familias de mujeres esclavas con hijos viviendo en casa de sus patrones. Del mismo modo, acciones de compra-venta de esclavos impidió la formación de un núcleo familiar.
En las actas de compra-venta y testamentos, se mencionan grupos familiares que se constituyeron por una mujer y sus hijos. A pesar de que en la ciudad de San Luis Potosí había varios modelos de familias esclavas, el modelo común eran las mujeres que se quedaban al cuidado de la familia, residiéndose y ocupándose de sus hijos en casa de sus amos. El varón esclavo no podía ser el centro de la familia, porque era susceptible a ser vendido y separado de sus hijos con más facilidad; en este sentido era la mujer quien representaba la producción de esclavos, su maternidad era sinónimo de riqueza para el amo.

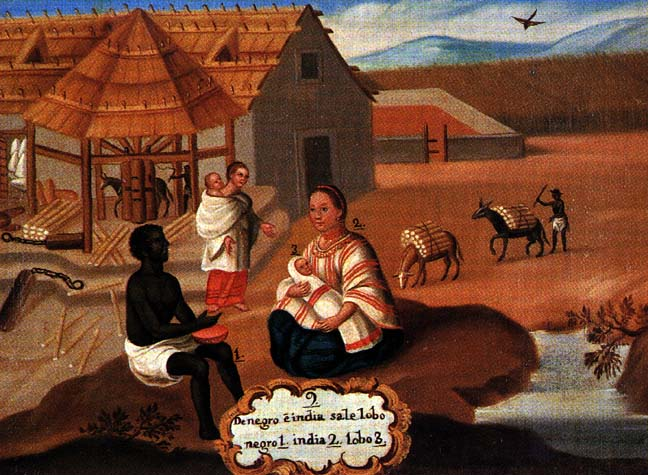
Representación de los zambos durante el periodo virreinal de Hispanoamérica.